# Каменне (Нікольський район)
Ка́менне (рос. Каменное) — присілок у складі Нікольського району Вологодської області, Росія. Входить до складу Нікольського сільського поселення.

## Населення
Населення — 51 особа (2010; 99 у 2002).
Національний склад (станом на 2002 рік):
- росіяни — 100 %